# جیمز دوکورث (تنیس‌باز)
 جیمز دوکورث (انگلیسی: James Duckworth؛ زاده ۲۱ ژانویهٔ ۱۹۹۲) یک تنیس‌باز اهل استرالیا است.